# Гончарова, Наталья Сергеевна
Ната́лья Серге́евна Гончаро́ва (21 июня [3 июля] 1881, село Ладыжино (по другим сведениям, село Нагаево), Тульская губерния — 17 октября 1962, Париж) — русский живописец и график, деятельница русского авангарда, многолетняя подруга Михаила Ларионова, в паре с ним — одна из основных представителей абстракционистского лучизма.

## Происхождение
Принадлежала к дворянскому роду Гончаровых (потомков калужского купца Афанасия Абрамовича — основателя Полотняного Завода). Родилась в семье московского архитектора Сергея Гончарова (1862—1935) и его жены Екатерины Ильиничны (урожд. Беляевой), дочери профессора Московской духовной академии.
Дед — волоколамский исправник коллежский секретарь Михаил Сергеевич Гончаров (1837—1867) — племянник Натальи Гончаровой-Пушкиной. Его жена — бабушка Наталии Сергеевны — Ольга Львовна (урожд. Чебышёва; 1836—1908), сестра математика Пафнутия Чебышёва.

## Биография

### Русские годы

#### Образование, ранние годы
Детство провела в Тульской губернии, где её отцу принадлежали несколько сёл и усадеб: Ладыжино, Нагаево, Лужны. Прожив первые десять лет в имениях отца, Гончарова в дальнейшем сожалела о том, что вынуждена жить и работать в крупных городах, в то время как предпочла бы сельский быт. Путешествуя по России, она также проявляла больший интерес к исследованию деревень, нежели городов.
В 1891 году (по другим данным в 1892 году) вместе с семьёй переезжает в Москву.
В 1898 году окончила IV женскую гимназию с серебряной медалью. В 1900 году пробует себя на медицинских курсах, но бросает их через три дня. Позднее, по разговорам с Гончаровой Марина Цветаева запишет: «Не вынесла мужеподобного вида студенток-медичек». В том же году, вслед за близкой подругой, в течение полугода учится на историческом факультете Высших женских курсов.

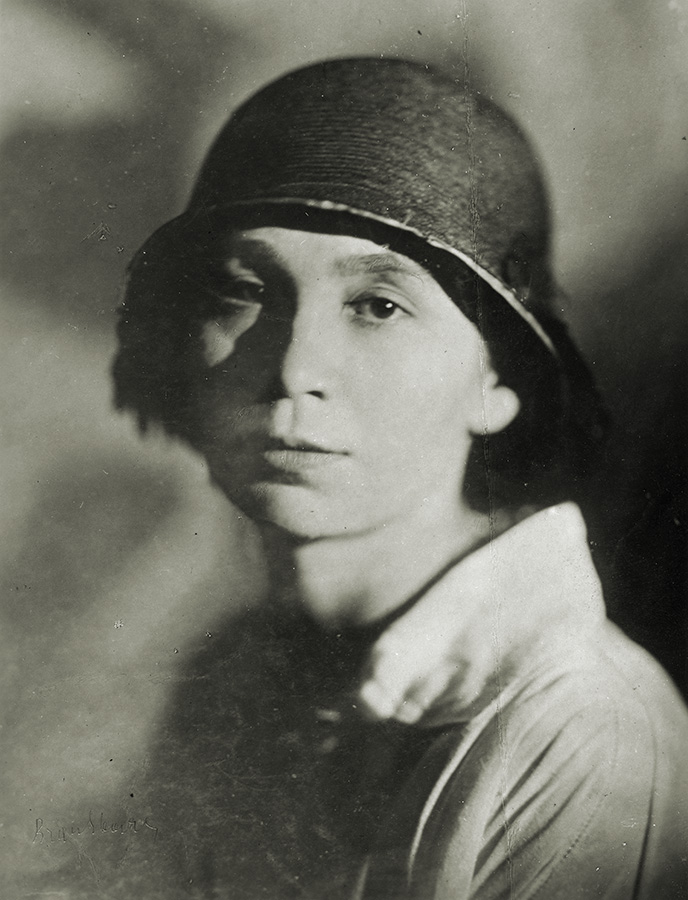
Молодая Наталия Гончарова

В 1901 году в качестве вольного слушателя поступает в Московское училище живописи, ваяния и зодчества на скульптурное отделение, в класс скульптора-импрессиониста князя Паоло Трубецкого. Другим её учителем становится Сергей Волнухин.
По одной из версий в этом же году знакомится со своим будущим мужем М. Ф. Ларионовым. Однако по другой версии их знакомство могло случиться годом ранее: в списках работ Ларионова упоминаются его портреты, написанные Гончаровой в 1900-м году.
В 1903 году совершает поездку в Крым и Тирасполь. В Тирасполе Гончарова рисует плакаты для сельскохозяйственной выставки, которая проходит в здании, построенном её отцом. Из поездки Гончарова возвращается с акварелями и пастелями, выполненными в импрессионистской технике, которой она увлекается под влиянием Ларионова. Привезённые картины приобретают коллекционеры современного искусства И. А. Морозов, Н. П. Рябушинский. В том же году прерывает учёбу из-за состояния здоровья. Вероятно, перерыв в учёбы был вызван беременностью.
Возвращается в училище в 1904 году и переходит в мастерскую живописи, где её учителем становится К. А. Коровин.
Предпочтение живописи скульптуре часто связывают с влиянием Ларионова. В разговорах с М. Цветаевой Гончарова упоминает его слова, сказанные в годы обучения:

У вас глаза на цвет, а вы заняты формой. Раскройте глаза на собственные глаза!
Впрочем, Гончарова продолжает заниматься скульптурой. Дважды её работы отмечаются медалями: в 1904 году получает малую серебряную медаль за анималистические скульптурные этюды, второй медалью за скульптуры она награждается в 1907 году.
В 1909 году Гончарова прекращает вносить плату за обучение, и её отчисляют из училища.

#### Творческая деятельность

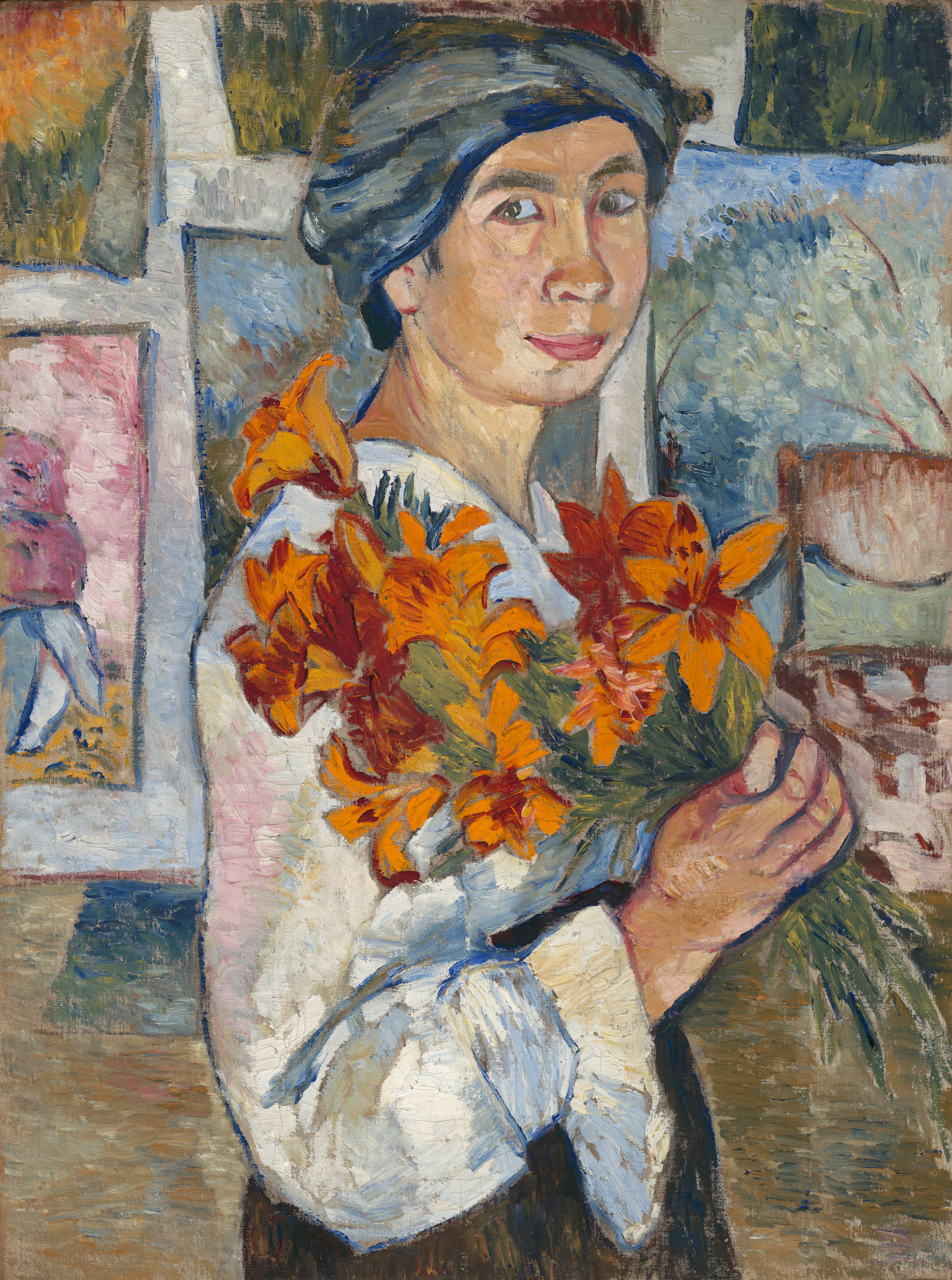
Наталия Гончарова. Автопортрет с жёлтыми лилиями. 1907 год

С 1906 года Гончарова всё более интенсивно занимается живописью. В Париже она посещает ретроспективу Поля Гогена и увлекается фовизмом, отдаляясь от импрессионизма. Вскоре она пробует себя во многих других направлениях живописи: увлекается кубизмом и примитивизмом. Одновременно Гончарова активно выставляет свои работы, принимая участие во всех значительных выставках современного искусства в России, а также в некоторых европейских выставках:
- Выставках Московского товарищества художников (1905, 1907),
- Осеннем салоне в Париже (1906),
- «Русской художественной выставке», организованной С. П.  Дягилевым,
- «Стефанос (Венок)» (1907—1908, Москва; 1908 Петербург; 1910, Екатеринослав),
- «Звено» (1908, Киев),
- Выставках группы «Золотое руно» (1908—1910, Москва),
- Интернациональных «Салонах» Издебского (1909—1911, Одесса, Киев, Санкт-Петербург, Рига, Николаев, Херсон).

C 1908 года Гончарова живёт в доме, построенном по проекту её отца (Трёхпрудный переулок, 2а).
С 1908 по 1911 год даёт частные уроки в Студии живописи и рисунка И. И.  Машкова.
К 1909 году относится первый опыт театральной работы: Гончарова подготавливает эскизы декораций и костюмов для постановки «Свадьбы Зобеиды» Гуго фон Гофмансталя, осуществлённой в частной студии Константина Крахта. Также пробует себя в декоративно-прикладном искусстве, оформив скульптурные фризы некоторых московских особняков и разрабатывая рисунки обоев.
24 марта 1910 года в помещении литературно-художественного кружка Общества свободной эстетики Гончарова организует свою первую персональную выставку, на которой представлено 22 картины. Выставка продолжалась лишь один день: из-за представленной картины «Натурщица (на синем фоне)» Гончарова обвиняется в порнографии, несколько работ конфискуется. Вскоре суд оправдывает художницу.
В 1912 году участвует в организованных Ларионовым футуристических прогулках с раскрашенными лицами по Москве. Начинает заниматься иллюстрированием книг футуристов:
- А. Кручёных и В. Хлебников — «Мирсконца», «Игра в аду» (1912 год),
- А. Кручёных — «Взорваль», «Две поэмы. Пустынники. Пустынница» (1913 год),
- Сборник «Садок судей» № 2 (1913 год),
- К. Большаков — «Le futur», «Сердце в перчатках» (1913 год) и др.

По инициативе А. Кручёных издаются литографированные открытки с рисунками Гончаровой.

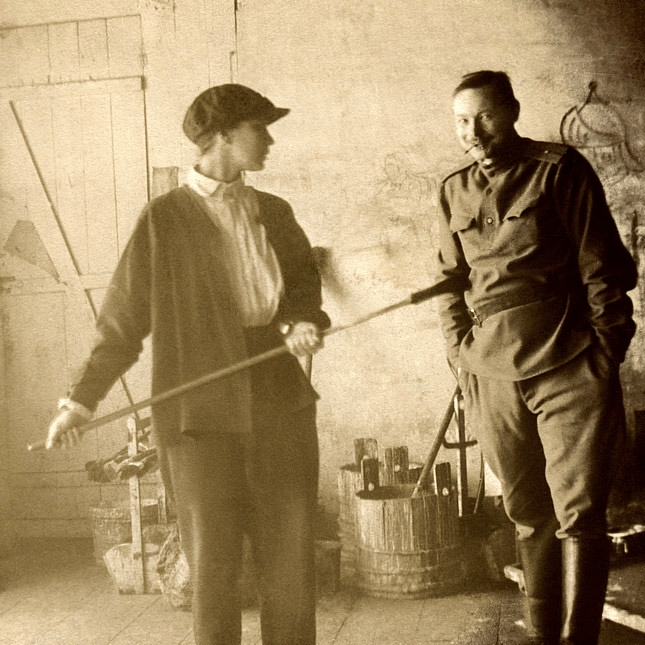
Наталия Гончарова и Михаил Ларионов. Москва, 1913 г.

Совместно с Ларионовым организует и участвует в выставках «Бубновый валет» (1910), «Ослиный хвост» (1912), «Мишень» (1914), «№ 4». Входит в мюнхенское объединение «Синий всадник» и участвует в одноимённой выставке в 1912 году.
Принимает участие в выставках «Мира искусства» (1911—1913, Москва, Санкт-Петербург), «Союза молодёжи», «Московском салоне», выставках футуристов в Риме, постимпрессионистов в Лондоне (1912), галереи «Штурм» в Берлине, Первом немецком осеннем салоне (1913, Берлин), выставке современной живописи (1912, Екатеринодар).
Крупнейшие персональные выставки Гончаровой состоялись в Москве, на Большой Дмитровке (осень 1913 года), и в Петербурге (весна 1914 года), на них были представлены более 700 работ, созданных с 1900 по 1913 год. Московская выставка завершается выпуском первого каталога-монографии, посвящённой Гончаровой и Ларионову под редакцией И. М. Зданевича. Предисловие каталога содержит часто цитируемое высказывание, приписываемое Гончаровой:

Мною пройдено всё, что мог дать Запад до настоящего времени, — а также всё, что, идя от Запада, создала моя родина. Теперь я отряхаю прах от ног своих и удаляюсь от Запада, считая его нивелирующее значение весьма мелким и незначительным, мой путь к первоисточнику всех искусств — к Востоку. Искусство моей страны несравненно глубже и значительней, чем всё, что я знаю на Западе.
Среди историков искусства идёт спор о настоящем авторстве этих слов. Существует предположение, что автором был сам И. Зданевич. Однако высказывание схожих тезисов в более ранних текстах Гончаровой и Ларионова позволяет другим исследователям утверждать, что цитата соответствовала представлениям Гончаровой и её близкого окружения. Позже, оказавшись в вынужденной эмиграции в Париже, Гончарова говорила: «Хотела на Восток, а попала на Запад».
В 1913 году участвует в съёмках фильма «Драма в кабаре футуристов № 13». На единственном сохранившемся кадре этого фильма запечатлена полуобнажённая Гончарова на руках Ларионова. Премьера состоялась в январе 1914 года, когда группа «Ослиный хвост» уже распалась.

В 1914 году по рекомендации Александра Бенуа Дягилев приглашает Гончарову в Париж для работы над «Золотым петушком». В Париже, помимо театральной работы, Гончарова и Ларионов устраивают весной 1914 года персональную экспозицию в галерее Поля Гийома, получившую одобрительные отзывы во французской прессе.
С началом Первой мировой войны Ларионов и Гончарова возвращаются в Россию. В 1914 году Гончарова выпускает литографическую серию «Мистические образы войны» — большие литографии на патриотическую тему.
В 1915 году работает над сценографией для театральной постановки «Веера» К. Гольдони в Камерном театре А. Я. Таирова. Эта работа Гончаровой заслужила высокую оценку В. Мейерхольда. Выходит книга Т. Чурилина «Весна после смерти» с литографиями Гончаровой.
В апреле 1915 года состоялась последняя прижизненная выставка Гончаровой в России («Выставка живописи 1915 год»). В июне 1915 года Дягилев приглашает Гончарову и Ларионова для постоянной работы в его «Русских сезонах», они покидают Россию.

#### Цензура
После первой персональной выставки Гончаровой в «Обществе свободной эстетики» газета «Голос Москвы» публикует анонимный отзыв, в котором две картины («Натурщица с закинутыми за голову руками» и «Натурщица с руками на талии») называются порнографическими. На следующий день полиция накладывает арест на эти работы и картину «Бог», которая, по мнению автора газетной заметки, «хуже, чем порнография тайных карт». Гончаровой предъявляются обвинения в распространении порнографии («явно соблазнительных картин»). Те же обвинения выдвигают против организаторов выставки: В. Я. Брюсова, И. И. Трояновского, В. О. Гиршмана, К. И. Игуменова, В. А. Серова, и даже Андрея Белого, не имевшего отношения к выставке, однако написавшего текст, который обсуждался на ней.
Историки называют нетипичным этот случай преследования художника в дореволюционной России. Само преследование художников, не занимающих политическую позицию, нельзя назвать распространённым в тот период, а до Гончаровой статья о порнографии не применялась по отношению к работам, имеющим художественную ценность.
Внимание полиции к выставке может объясняться реформой законодательства, которое с 1906 года расширяло возможности цензуры. Также отмечают сексистский контекст обвинений Гончаровой. Уже в заметке, опубликованной «Голосом Москвы», автора особенно возмущает, что нарушать моральные нормы позволяет себе женщина. До начала XX века сама возможность женщин-художниц работать над обнажённой натурой была существенно ограничена. Таким образом, жанр обнажённой натуры в исполнении художницы был непривычен и провокативен для московской публики. Сама Гончарова не имела большого опыта написания обнажённой натуры до 1908 года, когда она стала преподавателем в школе Машкова — именно на занятиях в этой школе были созданы арестованные «Натурщицы».
Наконец, причиной судебного разбирательства могло стать место, где проходила выставка. Основным вопросом, который стоял перед судом, был вопрос о публичности представленной выставки. Гончарова, её адвокат М. Ходасевич и свидетели защиты указывали на то, что однодневная выставка была закрытым мероприятием, не предназначенным для широкой публики. Суд согласился с такой версией и на этом основании оправдал Гончарову. Однако исследователи отмечают, что выставку в «Обществе свободной эстетики», одной из самых заметных площадок столицы, лишь отчасти можно назвать закрытым событием. Традиционно, картины, написанные с обнажённой натуры, демонстрировались в салонах для ещё более ограниченного числа зрителей.
Согласно каталогу выставки 1913 года Гончарова писала картины с обнажённой натуры с 1906 года по 1910 год, но после суда остановила свои занятия в этом жанре.
Но столкновения с цензурой на этом не закончились. В 1911 году с выставки «Бубнового валета» полиция потребовала убрать картину «Бог плодородия». В 1912 году церковь выступила против показа четырёхчастного цикла «Евангелисты» на выставке «Ослиный хвост»: религиозный сюжет картины противоречил, по мнению цензора, названию и духу выставки.
В 1914 году по санкции обер-прокурора Синода арестовывается 22 картины с персональной выставки Гончаровой в петербургском «Художественном бюро» Надежды Добычиной — несмотря на то, что картины были предварительно допущены духовным цензором. Аресту предшествует публикация в прессе, критикующая использование авангардистских техник в изображении религиозных сюжетов:

Выставленные кощунственные произведения должны быть немедленно убраны с выставки: нельзя же в самом деле допускать умышленное обезображивание святых лиц в виде посмешища среди зеленых собак, «лучистых» пейзажей и подобной «кубистической» дребедени.
За Гончарову заступаются бывший министр народного просвещения граф И. И. Толстой, вице-президент Академии художеств Николай Врангель и художник Мстислав Добужинский. Под их давлением картины были возвращены.
Оценки работ Гончаровой в отношении традиций религиозной живописи расходятся. Поздние исследователи отмечают, что ни до Гончаровой, ни долгое время после «никто из российских художников не отходил в своём творчестве от традиций изображения священных образов настолько, что их творения можно было бы назвать принципиально новыми и современными интерпретациями». Отмечают наследование Гончаровой традиции лубка и крестьянским представлениям о религии, смешивающим христианские и языческие образы. В то же время современник Гончаровой, архимандрит Александро-Невской лавры, ценил работы художницы именно за возрождение стиля, близкого древней иконописи. Такая позиция встречается и в поздних исследованиях.
Известно также о предложении А. Щусева Гончаровой расписать спроектированный им Троицкий храм, возведённый в 1916 году в селе Кугурешты (Бессарабия). Гражданская война и отделение Бессарабии не дали замыслу осуществиться, однако сохранились эскизы, выполненные Гончаровой для храма.
Встречается оценка Гончаровой как «наименее радикального художника русского авангарда», для которого провоцирование публики не имело того значения, как для ряда других авангардистов.
Сама Гончарова видела особую ценность в объединении художественных, религиозных и патриотических сюжетов в живописи: 

Религиозное искусство, которое может прославить государство, — прекрасная и магическая манифестация самого искусства.
 Свои столкновения с цензурой она комментировала таким образом:

Если у меня и происходят столкновения с обществом, так только из-за непонимания последним основ искусства вообще, а не из-за моих индивидуальных особенностей, понимать которые никто не обязан.

### Французские годы

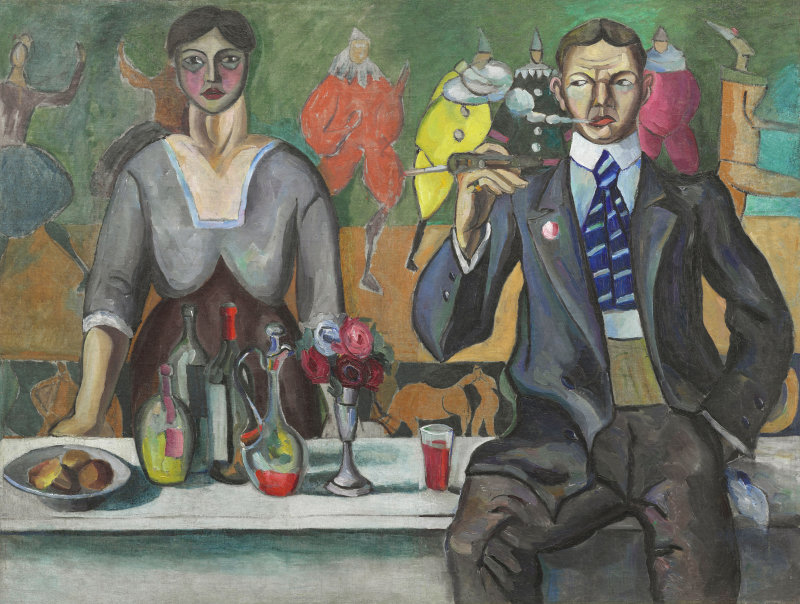
А. А. Моргунов. Портрет Наталии Гончаровой и Михаила Ларионова. 1913

В 1914 году, приняв приглашение Сергея Дягилева работать в качестве художника для Русских сезонов, Гончарова вместе с мужем приехали во Францию. Первой работой в труппе Дягилева стала сценография оперы-балета «Золотой петушок», после успеха первых показов которой в Париже и Лондоне Дягилев продолжил сотрудничество с художницей. Сначала супруги жили в Швейцарии, в 1916 году — в Париже, зиму и весну 1917 провели в Риме. Окончательно поселились в Париже в мае 1919 года.
В письме поэту Сергею Боброву писала о тяжести разлуки с родиной:

Как мне дорога каждая весть из Москвы. Начинаешь понимать китайцев, которые, как говорят, зашивают, уезжая из дому, горсть земли в подошвы туфель, чтобы всегда ходить по своей земле.
Летом 1916 года Гончарова и Ларионов оказались в Испании, куда труппа «Русских балетов» отправилась на гастроли. По окончании выступлений они вместе с Дягилевым и Леонидом Мясиным совершили большое путешествие по стране. Гончарова много рисовала; она не оставляла испанскую тему и в последующие годы, воплощая свои впечатления в декоративных панно, станковых работах, сценографии.
В начале 1920-х годов Гончарова с Ларионовым активно сотрудничали с Дягилевым, регулярно выставлялись в парижских галереях «Осенний салон» и «Салон независимых». Гончарова продолжила заниматься книжной иллюстрацией, живописью, преподаванием, оформляла парижские балы, но её известность постепенно сошла на нет.
Первая зарубежная персональная выставка Гончаровой открылась в июне 1931 года. В 1938 году они с Михаилом Ларионовым приняли французское гражданство. В 1956 году Гончарова и Ларионов наконец официально зарегистрировали свой брак.
В 1940-х и 1950-х годах супруги жили в относительной бедности и невостребованности, но во второй половине 1950-х годов их искусство вновь привлекло к себе внимание. В 1961 году в Лондоне Советом искусств Великобритании была организована крупная ретроспектива работ Ларионова и Гончаровой.
Скончалась в Париже 17 октября 1962 года. Похоронена на кладбище в Иври-сюр-Сен в Париже.
После её смерти Музей современного искусства (Париж) посвятил ей и Ларионову крупную ретроспективу.

## Галерея

Примеры работ
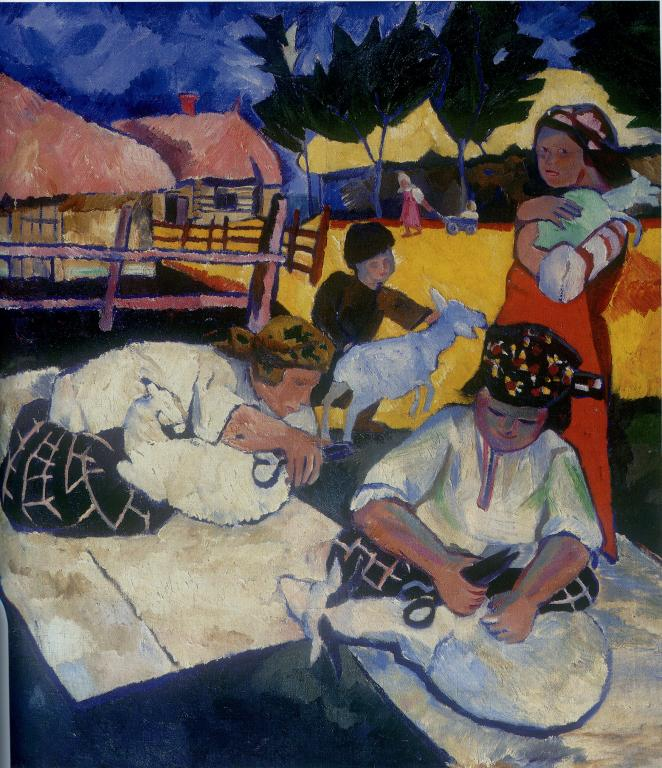
Стрижка овец, 1907
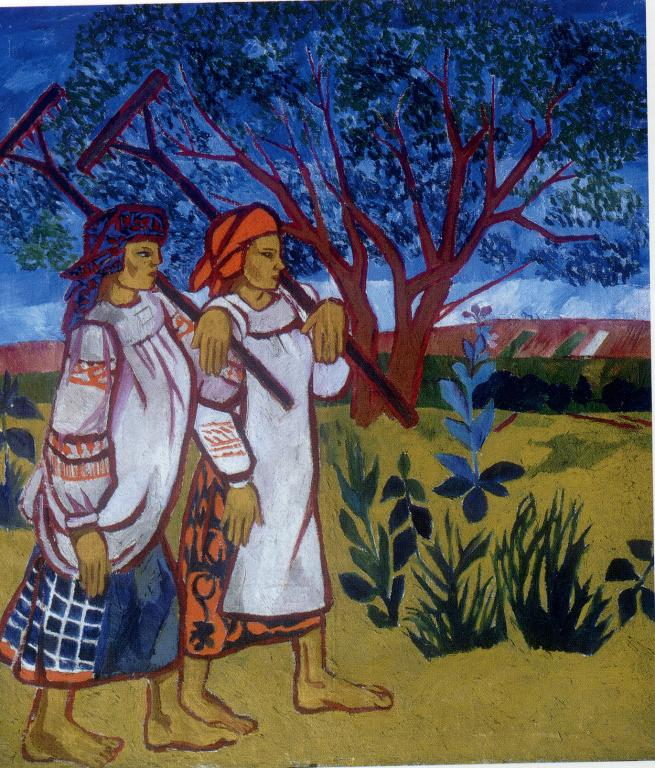
Бабы с граблями, 1907
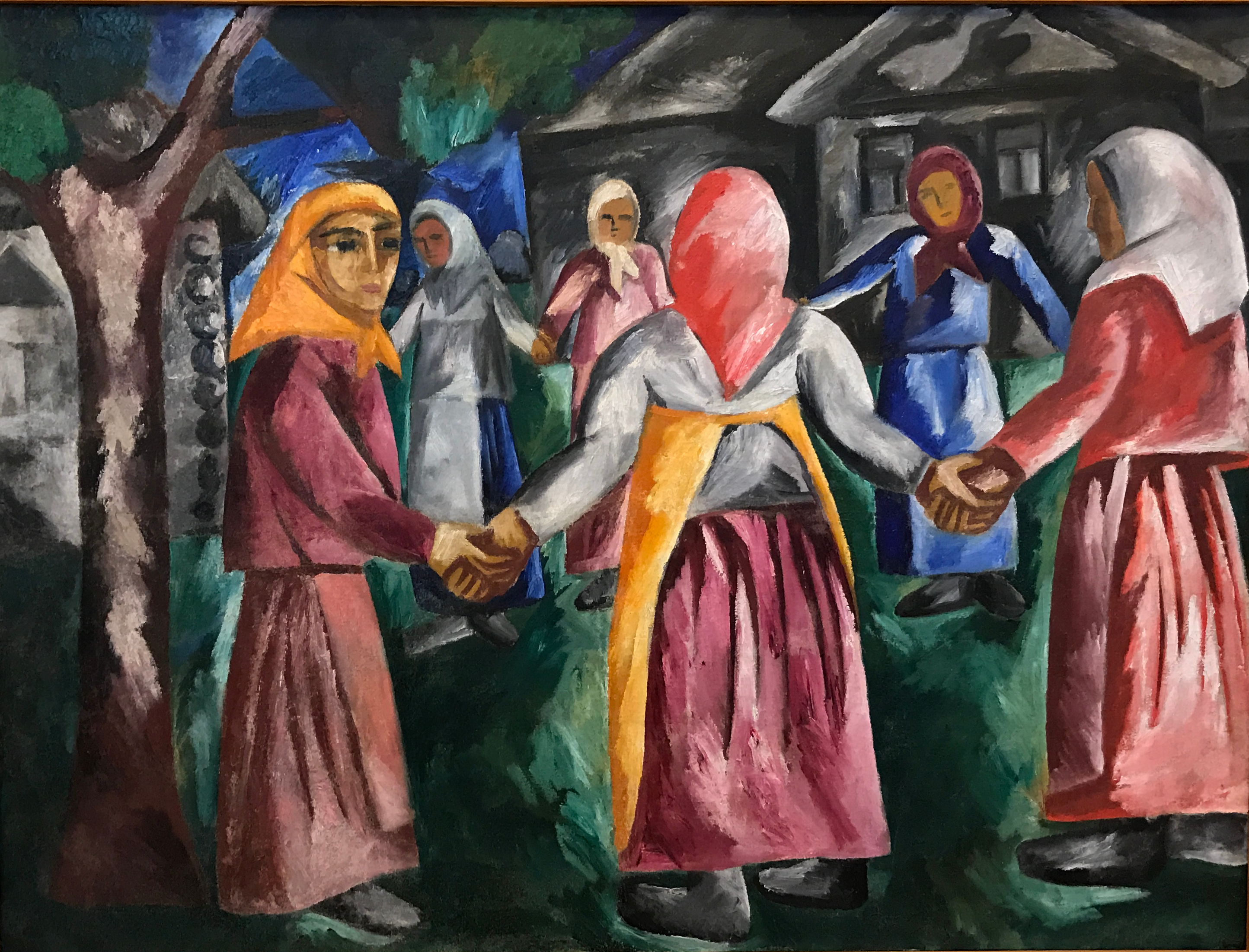
Хоровод, 1910
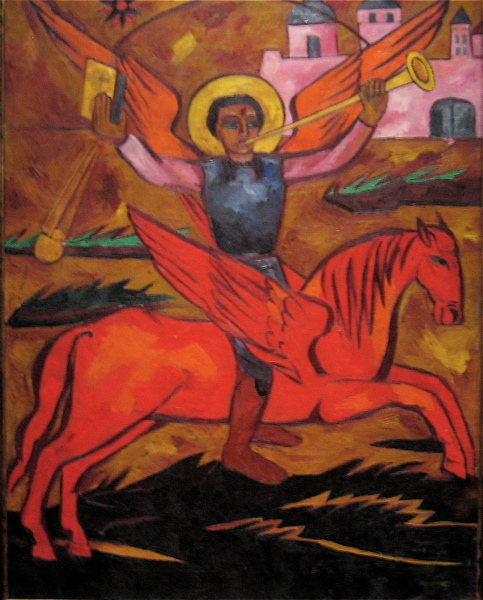
Архангел Михаил, 1910
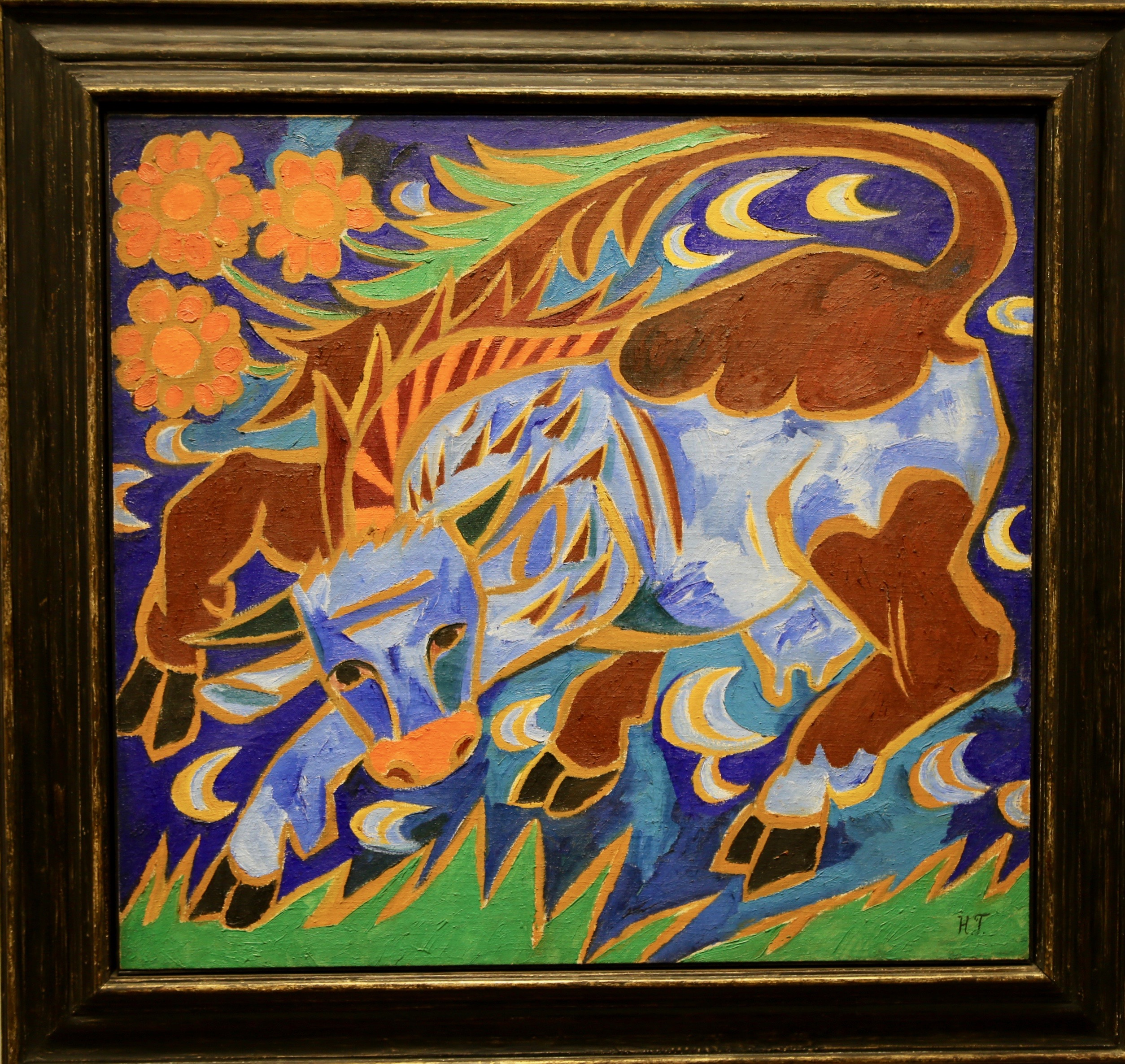
Голубая корова, 1911
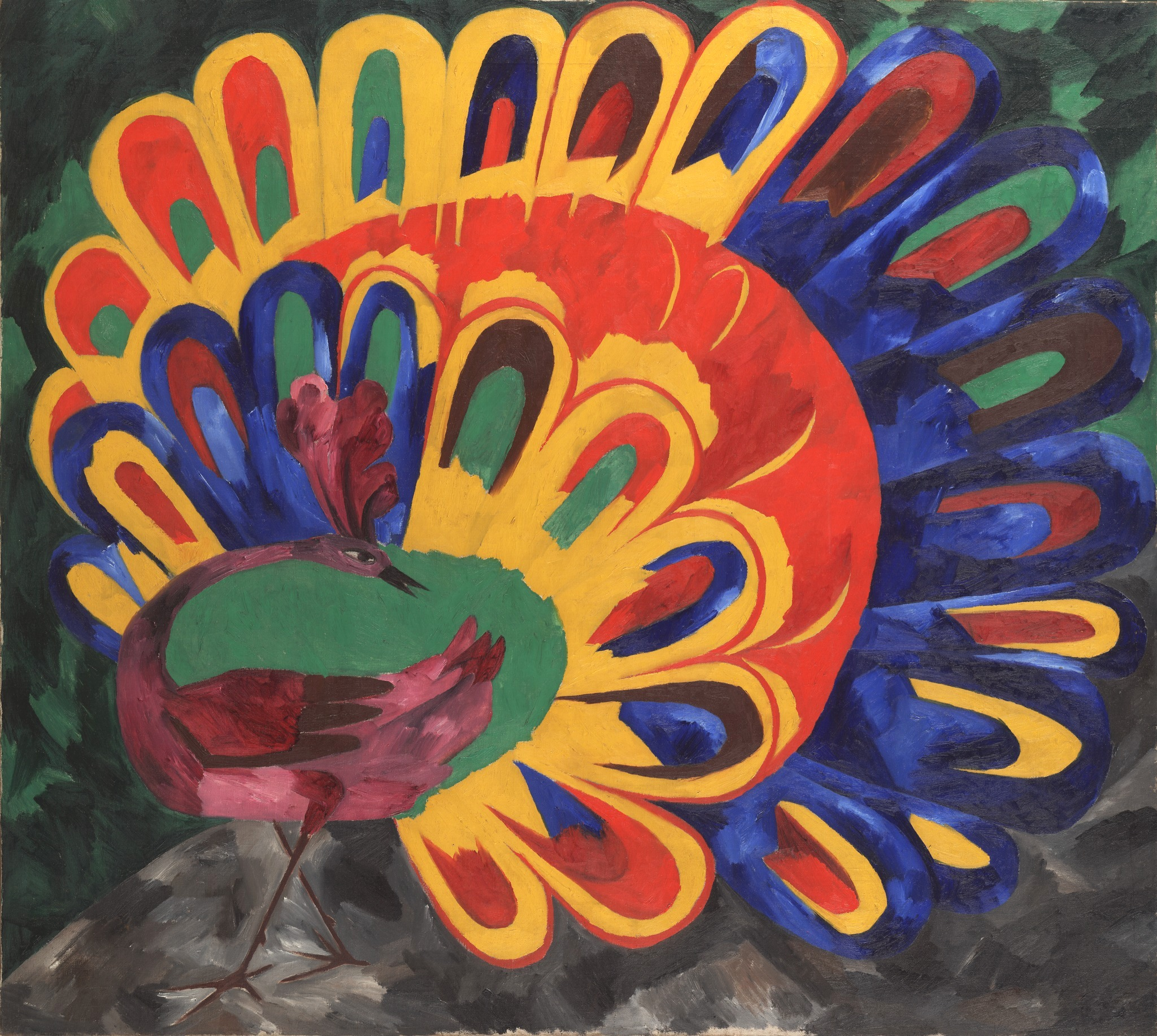
Павлин под ярким солнцем, 1911
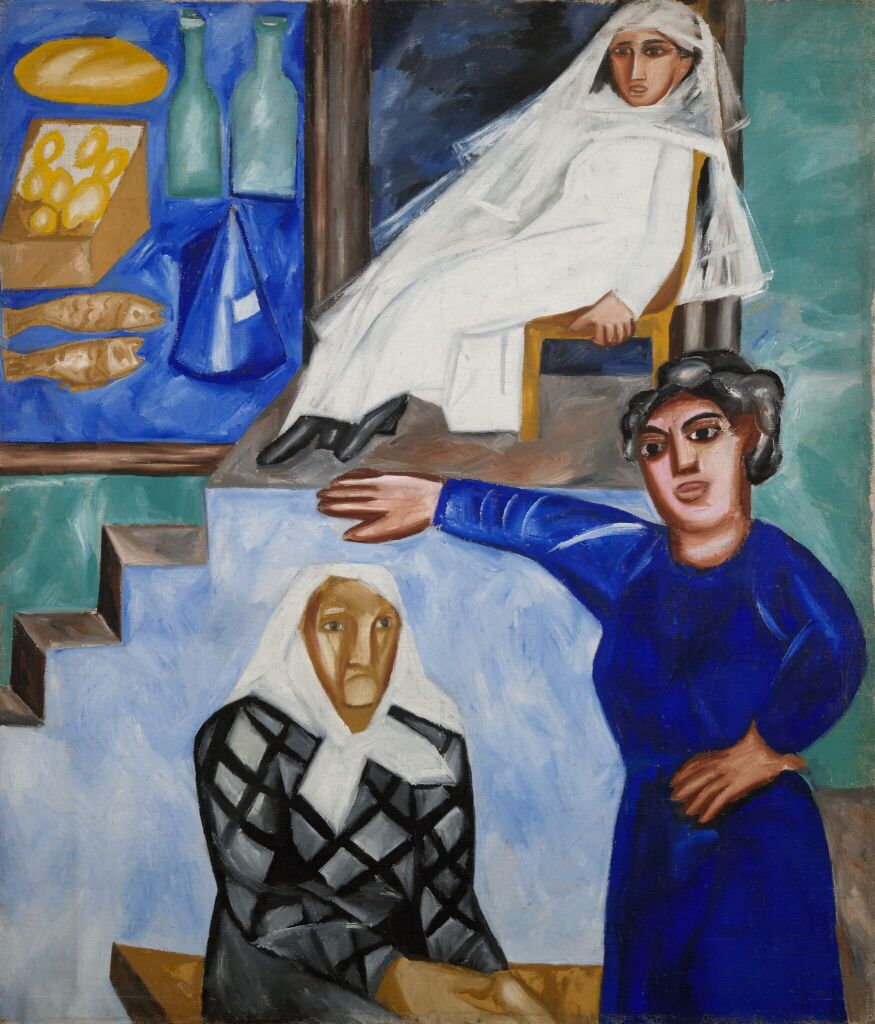
Еврейские женщины (Еврейская лавочка), 1912
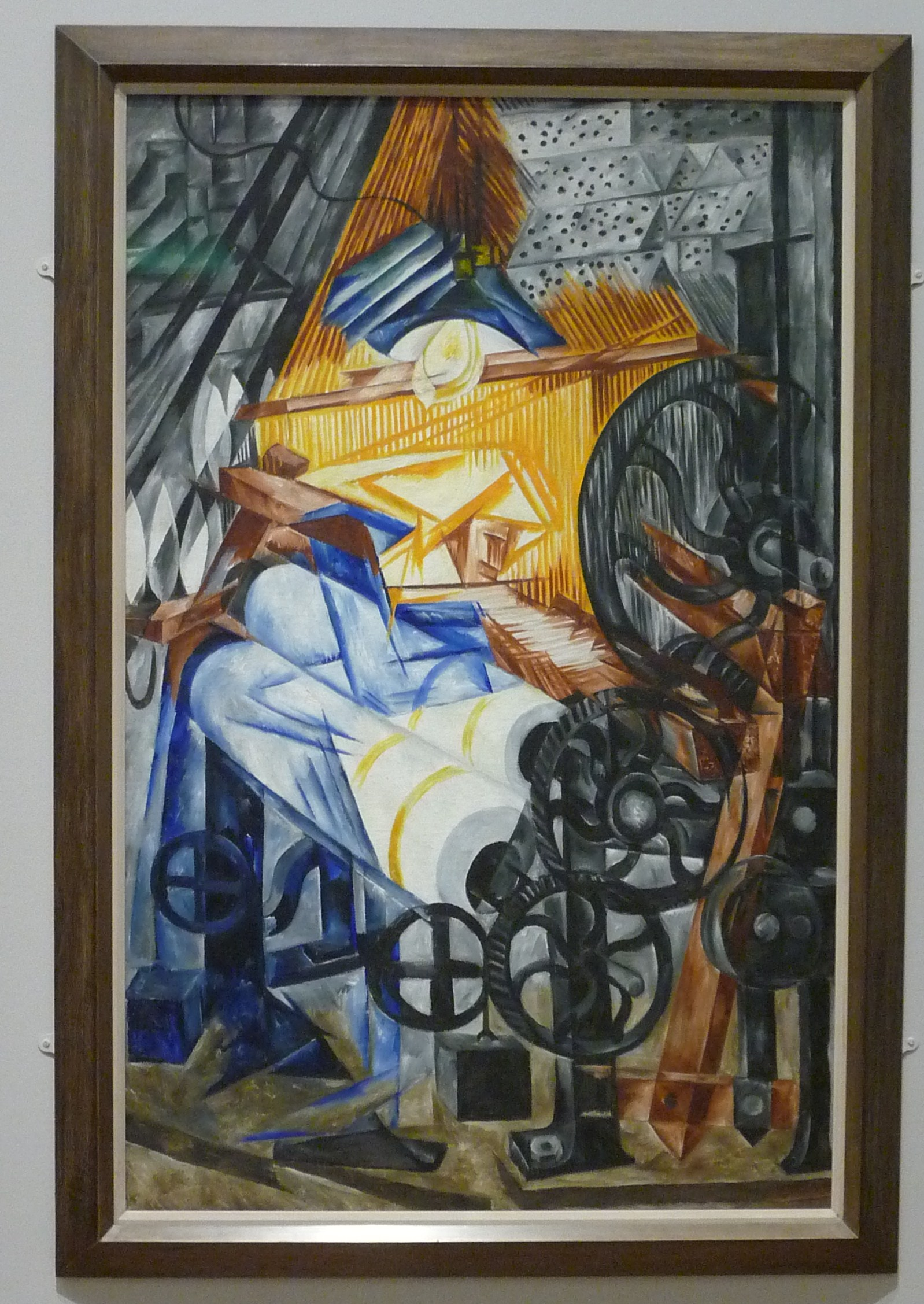
Ткацкий станок и женщина, 1913
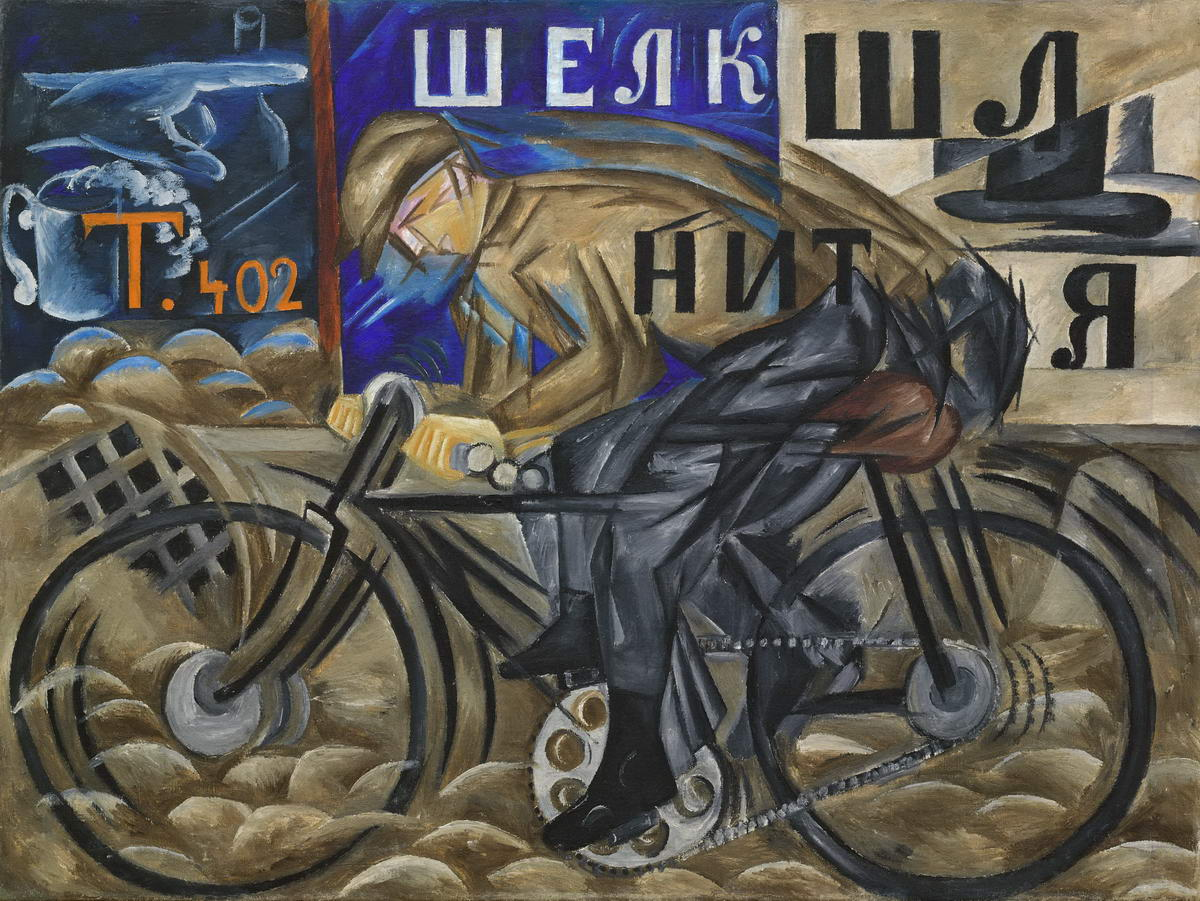
Велосипедист, 1913

## Книжные иллюстрации
Наталия Гончарова известна как художник книги. Среди её работ:
- Gontcharova, N. 14 portraits de Théâtre 1915—1916: Lausanne, St. Sebastian /reproduits aux pochoirs d’après les aquarelles originales et signés par l’auteur. — Paris: La Cible, 1916.
- Парнах, В. Самум / 3 рисунка Наталии Гончаровой. — Париж: Книгоиздательство «Нах» (транскрипция с санскрита), 1919[37].
- Gončarova, N. S., Larionow, M. L’art décoratif théâtral moderne. — Paris: La Cible, 1919.
- Блок, А. Двенадцать. Скифы / с 14 иллюстрациями Н. Гончаровой и М. Ларионова. — Париж: Мишень, 1920.
- Парнах, В. Словодвиг = Motdinamo: Стихи / 8 иллюстраций с рисунков Н. Гончаровой; обложка и 7 иллюстраций с рисунков Ларионова. — Париж: Мишень, 1920.
- Цетлин, М. (Амари). Прозрачные тени. Образы: 4-я книга стихов. — Париж; Москва: Зёрна, 1920.
- Рубакин, А. Город: Стихи / обложка, иллюстрации и виньетки по рисункам Н. Гончаровой; шрифт исполнен автором. — Париж: 1920.
- Эскизы оформления издания «Откровение Иоанна Богослова». 1922. (Не осуществлено)
- Эскизы иллюстраций к книге К. Бальмонта «Фейные сказки». 1922. (Не осуществлено)
- Эскизы иллюстраций к трагедии А. С. Пушкина «Борис Годунов» по заказу «Orchis Verlag». 1922—1923. (Не осуществлено)
- «Слово о полку Игореве» (1923)[38]
- Pouchkine, A. S. Conte de tsar Saltan et de son fi ls le glorieux et puissant prince Guidon Saltanovitch et de sa belle princesse Cygne / mis en francais par Claude Anet; illustré et orné par Natalia Gontcharova. — Paris: Éditions de la Siréne, 1921[39].
- Isarlov, G. L’Annonciation: Roman / ill. par E. Chimot, A. Dignimont, N. Gontcharova et M. Larionov. — Paris: H. Reynaud, 1925.
- Kessel, J. Le thé du capitaine Sogoub / nouvelle illustré d’images hors-texte gravées par Nathalie Gontcharova. — Paris: Au Sans Pareil, 1926.
- Michel, M.-G. Les Montparnos: Roman / illustré par les Montparnos … — Paris: Fasquelle, 1929. (Иллюстрации художников парижской школы, в том числе Ларионова и Гончаровой.)
- Эскизы иллюстраций к эпосу «Калевала». 1932. (Не осуществлено.)
- Гофман, М. Л., Лифарь, С. Письма Пушкина к Н. Н. Гончаровой: Юбилейное издание (второе). 1837—1937. — Париж: [Издание Сержа Лифаря, 1936].
- Кодрянская, Н. В. Сказки. — Париж: [б. и.], 1950.
- Larionov, M., Vorms, P. Les Ballets russes / Serge de Diaghilew et la décoration théâtrale, par Nathalie Gontcharova, Michel Larionov, Pierre Vorms … Nouvelle édition revue et augmentée / [illustrations de Michel Larionov et de Nathalie Gontcharova]. — Belvès: P. Vorms, 1955.

Часть книг с иллюстрациями Н. Гончаровой переизданы в серии «Возвращение книги».

## Рекорды
- 18 июня 2007 года на вечерних торгах аукциона Christie's в Лондоне картина Гончаровой «Сбор яблок» (1909 год) была продана за 4 млн 948 тысяч фунтов стерлингов (почти 10 млн долларов США), установив таким образом исторический рекорд стоимости работ художников-женщин[40].
- 2 февраля 2010 года на вечерних торгах аукциона Christie’s в Лондоне картина Гончаровой «Испанка» (1916 год) была продана за 6 млн 425 тысяч 250 фунтов стерлингов или 10 млн 216 тысяч 148 долларов США, таким образом установлен новый исторический рекорд стоимости работ художников-женщин[41][42].

## Подделки
В 2011 году в Москве была проведена пресс-конференция, участники которой — финансист Пётр Авен, эксперты Ирина Вакар и Андрей Сарабьянов — заявили о примерно 300 подделках Наталии Гончаровой, опубликованных в монографии Эндрю Партона «Гончарова: искусство и дизайн Наталии Гончаровой» и первом томе каталога-резоне Дениз Базету «Наталия Гончарова: её творчество между традицией и современностью».
Приблизительно в 1999 году в Третьяковскую галерею принесли на экспертизу картину «Работа в саду» с предположительным авторством Наталии Гончаровой. После стилистической и технологической экспертизы все члены экспертной группы заведующей научно-экспертным отделом Мильды Виктуриной пришли к заключению, что к Гончаровой работа не имеет отношения. С целью получения положительного заключения экспертизы Виктуриной была предложена взятка в 500 долларов, и после её отказа была назначена повторная экспертиза, от которой были отстранены все члены экспертной группы Виктуриной. Другими экспертами картина была атрибутирована как подлинная. Виктурина после этих событий уволилась из Третьяковской галереи по собственному желанию.

## Выставки
- 1987, Серпуховский историко-художественный музей: «Михаил Ларионов. Наталия Гончарова. Живопись и графика из фондов музея»[45]
- 16 октября 2013 года в Третьяковской галерее[46] открылась четырёхмесячная выставка Гончаровой «Между Востоком и Западом»[47]. На выставке были представлены не только знаменитые живописные произведения Наталии Гончаровой, но и театральные эскизы, а также работы, связанные с модой. Всего экспонировалось около 400 произведений.

## Семья
19 февраля 1904 года у Натальи Гончаровой в доме Гантер родилась дочь Александра, в 1906 году — Нина. 

### Альбомы
- Наталия Гончарова [Альбом живописи] / Текст Л. Н. Бобровской. — М.: Государственная Третьяковская галерея, 2013. — 40 с.: ил. — (Художник в Третьяковской галерее). — ISBN 978-5-89850-231-7.
- Михаил Ларионов и Наталия Гончарова из собрания Серпуховского историко-художественного музея / Серпуховский историко-художественный музей / под ред. М. Трошиной. — Серпухов, 2024. — 64 с. — ISBN 978-5-6048759-8-8

### Книги
- Н. Гончарова, М. Ларионов: Исследования и публикации. Сборник статей / Комиссия по изучению искусства авангарда 1910—1920-х гг.. — М.: Наука, 2001. — 252 с. — ISBN 5-02-022615-7.
- Н. С. Гончарова и М. Ф. Ларионов: Исследования и публикации / Государственный институт искусствознания Министерства культуры Российской Федерации. — М.: Наука, 2003. — 252 с. — (Искусство авангарда 1910—1920-х годов). — ISBN 5-02-032673-9.
- Цветы и гончарня: Письма М. Цветаевой к Н. Гончаровой. 1928—1932. М. Цветаева. Наталья Гончарова: Жизнь и творчество / Предисловие, подготовка текста писем и примечания к ним Н. А. Громовой. — М.: Дом-музей Марины Цветаевой, 2006. — 168 с. — ISBN 5-93015-086-9.

### Статьи
- Баснер Е. В. Наталия Гончарова: о «сознательной непростоте» // «Амазонки авангарда»  / Ответственный редактор Г. Ф. Коваленко; Государственный институт искусствознания Министерства культуры Российской Федерации. — М.: Наука, 2004. — С. 149—154. — ISBN 5-02-010251-2.
- Вакар И. А. О ранних портретах Н. С. Гончаровой // Авангард и остальное: Сборник статей к 75-летию Александра Ефимовича Парниса. — М.: Три квадрата, 2013. — С. 658—690. — ISBN 978-5-94607-172-7.
- Дуксина И. Н. Гончарова и Татлин (1913—1915) // «Амазонки авангарда»  / Ответственный редактор Г. Ф. Коваленко; Государственный институт искусствознания Министерства культуры Российской Федерации. — М.: Наука, 2004. — С. 111—124. — ISBN 5-02-010251-2.
- Иньшаков А. Н. Наталия Гончарова среди художников «Ослиного хвоста» // «Амазонки авангарда»  / Ответственный редактор Г. Ф. Коваленко; Государственный институт искусствознания Министерства культуры Российской Федерации. — М.: Наука, 2004. — С. 133—148. — ISBN 5-02-010251-2.
- Луканова А. Г. Гончарова и Евреинов // «Амазонки авангарда»  / Ответственный редактор Г. Ф. Коваленко; Государственный институт искусствознания Министерства культуры Российской Федерации. — М.: Наука, 2004. — С. 125—132. — ISBN 5-02-010251-2.
- Овсянникова Е. Б. Ранние работы Н. С. Гончаровой в архиве Н. Д. Виноградова // «Амазонки авангарда»  / Ответственный редактор Г. Ф. Коваленко; Государственный институт искусствознания Министерства культуры Российской Федерации. — М.: Наука, 2004. — С. 155—174. — ISBN 5-02-010251-2.
- Рабинович В. Л. «Игра в аду» Гончаровой и Розановой с двумя чертями и одним ягуаром // «Амазонки авангарда»  / Ответственный редактор Г. Ф. Коваленко; Государственный институт искусствознания Министерства культуры Российской Федерации. — М.: Наука, 2004. — С. 175—183. — ISBN 5-02-010251-2.
- Расовская Д. Е. Эскизы Н. С. Гончаровой «Святой Борис» и «Святой Феодор» в собрании Одесского художественного музея // «Вестник Одесского художественного музея» №1.
- Рылёва А. Н. «Синяя всадница» Наталия Гончарова // «Амазонки авангарда»  / Ответственный редактор Г. Ф. Коваленко; Государственный институт искусствознания Министерства культуры Российской Федерации. — М.: Наука, 2004. — С. 105—110. — ISBN 5-02-010251-2.
- Семендяева Мария. Обнаружены сотни подозрительных работ Натальи Гончаровой // Коммерсантъ. — 26 апреля 2011 года.